# Ночі у цирку
Ночі у цирку (англ. Nights at the Circus) — фентезійний роман британської письменниці Анджели Картер. Уперше опублікований у 1984 році. Охоплює кілька категорій фантастики, зокрема постмодернізм, магічний реалізм і постфемінізм. Як і у своїх попередніх роботах, автор грає з багатьма літературними аспектами та розбирає традиційну структуру казки.

## Зміст
Роман поділено на три частини: «Лондон», «Петербург» і «Сибір». Він починається з того, що 1899 року американський журналіст Джек Волзер бере інтерв'ю у Софі Феверс у її лондонській гримерці після виступу в цирку, в якому вона працює. Вона має зріст понад 1,8 м, блондинка і має пару дивовижних крил, що ростуть з її плечей. Волзер бажає дізнатися, чи справді Феверс наполовину лебідь, чи все це складна містифікація?
Феверс стверджує, що її залишили немовлям у кошику на порозі публічного будинку. Поки вона не досягла статевої зрілості, вона виглядала звичайною дитиною, за винятком піднятої шишки на кожному плечі; коли у неї почалася менструація, у неї також виросли справжні крила. У дитинстві вона позувала як жива статуя Купідона в приймальні публічного дому, але підлітком перетворюється на образ «Крилатої Перемоги», що тримає меч, що належить Ма Нельсон, очільниці борделю. Після раптової смерті Ма Нельсон бордель успадковує її побожний брат, який планує перетворити його на дім для загиблих жінок, але працівники Ма Нельсон спалюють будинок і розходяться.
Феверс продовжує свою історію, хоча правдивість її оповідного голосу викликає сумніви. Вона подорожує з дівчиною, яку називає сестра Ліззі. Однак, коли для сім'ї настають важкі часи, Феверс приймає запрошення від грізної мадам Шрек. Ця жінка демонструє Феверс у своєму ексклюзивному поєднанні фрік-шоу та борделю разом із кількома іншими жінками з унікальною зовнішністю. Через деякий час мадам Шрек продає Феверс клієнту Крістіану Розенкрейцу, який бажає принести в жертву крилату «virgo intacta», щоб здобути власне безсмертя. Феверс ледве втікає і повертається до дому сестри Ліззі. Невдовзі після їхнього возз'єднання вона приєднується до цирку полковника Керні як артистка й досягає широкої слави. Лондонський розділ завершується тим, що Вальзер каже своєму начальнику в лондонському офісі, що він збирається слідувати за Феверсом, приєднавшись до цирку під час його великого туру Російською імперією.
Волзер тепер мешкає на Алеї клоунів, пише свої перші враження від Санкт-Петербурга. Читач дізнається, що Волзер звернувся до полковника Керні, який, скориставшись порадою своєї ворожбитки Сибіл, запропонував йому посаду клоуна в цирку. Читач і Волзер знайомляться з іншими учасниками цирку, і колишній журналіст рятує Міньйон від того, щоб його з'їла тигриця.
У наступній сцені головний клоун Буффо та його трупа викликають хаос за обіднім столом. Волзер виривається назовні, де бачить Міньйон, яка чекає на нього надворі, оскільки їй більше нікуди йти після того, як чоловік і коханець залишили її. Він відводить її до готельного номера Феверс. Та гадає, що Волзер спить з Міньйон, але, хоч і ревнує, піклується про дівчину. Визнавши красу співочого голосу Міньйон, Феверс знайомить її з принцесою Абіссинії. Принцеса, мовчазна приборкувальниця тигрів, залучає Міньйона до свого виступу з танцюристами-котами, а Волзера залучають як партнера зайвої тигриці. Під час репетиції акробатична сім'я Чаріварі намагається вбити Феверса і Полковник неохоче виганяє їх із цирку.
Буффо втрачає розум під час нічного виступу і намагається вбити Волзера. Принцесі Абіссинії доводиться застрелити одну зі своїх тигриць, коли вона заздрить Міньйону за танець з її товаришем-тигром під час тигрового вальсу. Після її виступу Феверс йде на побачення до маєтку, що належить великому князю. Тут вона мало не стає жертвою його любовних домагань, але ледве втікає в яйце Фаберже, досягаючи циркового потяга, який збирався вирушити зі станції. Ця остання сцена навмисно збиває з пантелику, розвиваючи відчуття сумніву.
Сибірська частина відкривається тим, що весь цирк перетинає континент до Азії. На потяг нападає група втікачів-розбійників, які думають, що Феверс може допомогти їм налагодити контакт з царем, який потім дозволить їм повернутися додому, у свої села. Оскільки потяг уже знищено, весь цирк, крім Волзера, вирушає до табору каторжників, там його рятує група вбивць-утікачів та їхні колишні охоронці, які стали їхніми коханцями та допомогли їм утекти. Оскільки Волзер має амнезію, група жінок залишає його заради наближення рятувального загону, але він тікає в ліс, перш ніж вони дістаються до нього, і його бере під опіку сільський шаман.
Февверс і решта циркачів утримуються в полоні засуджених. Феверс каже лідеру каторжників, що вона не може їм допомогти, оскільки все, що вони чули про неї, — брехня. Пригнічені, засуджені поринають у п'яний бенкет. Ліззі переконує клоунів влаштувати для каторжників виставу, під час якої налітає хуртовина, що зносить клоунів і засуджених у ніч. Залишки цирку починають крокувати в напрямку, в якому, як вони сподіваються, є цивілізація. Вони натрапляють на занедбану музичну школу й ховаються у її власника Маестро. Коротка зустріч з Волзером, який тепер повністю є частиною села шамана, переконує Феверса та Ліззі залишити безпечну школу Маестро, щоб шукати Волзера. Полковник Керні залишає групу, щоб продовжити пошуки цивілізації та побудувати інший, успішніший, цирк. Міньйон, Принцеса і Самсон залишаються з Маестро в його музичній школі. Феверс знаходить Волзера, і історія закінчується разом з ними в той момент, коли настає новий 1900 рік.

## Тема
Головною темою є постать жінки у світі кінця XIX ст. Тут багато жінок, кожна з яких є сильним персонажем. Навіть ті, хто здається поверхневим або схожим на жертву, виявляються персонажами з більшою внутрішньою силою, ніж вони самі собі уявляли.

## Стиль
Прямий, тонкий і прихований, але з гострим і справжнім сарказмом. У цій книжці в кількох частинах автор описує реальність за допомогою надприродних і магічних трактатів, привабливих і трохи хаотичних, типових характеристик її ранніх творів. Ще одна особливість повісті — персонажі. Кожен з них має певну роль і щось представляє, має минуле, виклик, який потрібно подолати, або постійний біль.

## Нагорода
- Меморіальна премія Джеймса Тейта Блека за художню літературу 1984 року.

## Адаптації
У 1994 році роман транслювався BBC Radio 4 як серія читань, які читала Леслі Менвілл, скорочено Невілом Теллером і режисером Нілом Каргіллом.
У 2006 році роман був адаптований для сцени Томом Моррісом і Еммою Райс для «Театру Кніхай» (Корнуол). Його виконували в «Ліричному театрі» (Гаммерсміт), театрі «Бристоль Олд Вік».